# Лукавица (община Тутин)
Лукавица (на сръбски: Лукавица) е село в Сърбия, разположено в община Тутин, Рашки окръг. Намира се на 850 метра надморска височина. Населението му според преброяването през 2011 г. е 337 души. При преброяването на населението през 2002 г. има 242 жители, от тях: 195 (80,57 %) бошняци и 47 (19,42 %) сърби.

## Население
Численост на населението според преброяванията през годините:
- 1948 – 196 души
- 1953 – 217 души
- 1961 – 236 души
- 1971 – 181 души
- 1981 – 150 души
- 1991 – 255 души
- 2002 – 242 души
- 2011 – 337 души